# Гліб Сасько
Гліб Сасько - український віолончеліст.   
Народився 21 травня 2003 року в сім’ї музикантів. Закінчив Київську середню спеціалізовану музичну школу-інтернат імені Миколи Лисенка. педагог – Кулікова Вікторія Миколаївна. У 2020 вступив до Національної Музичної Академії України (місто Київ). клас в.о доцента Кулікової Вікторії Миколаївни.
Гліб є лауреатом національних та міжнародних конкурсів.
Багато виступає в концертних залах Києва та інших міст України як соліст та ансамбліст. У складі струнного квартету та фортепіанного тріо концертує в Україні та за кордоном. У 2015 році у складі тріо виступав на міжнародному фестивалі «Muzyka swiata» (Польща).
- Учасник концертів в рамках міжнародного культурного проєкту «Україно-німецький культурний діалог» (Німеччина, 2015).

- В грудні 2017 року Гліб пройшов відбір у Молодіжний Симфонічний Оркестр України (YSOU)

- У 2018 та 2019 роках виступав у складі Молодіжного симфонічного оркестру України (YSоU).

- У 2018 році був концертмейстером групи віолончелей Дубайського молодіжного оркестру на Emirates International Peace Music Festival.

- З грудня 2020 року працював в оркестрі [2]New Era Orchestra.

- З жовтня 2022 року - артист оркестру Національного театру опери і балету ім. Т.Г.Шевченка.

- Лютий 2023 року – Дебют у складі новоствореного дуету зі Станіславом Гумінюком (фортепіано) в [3]Mirror Hall /Lviv National Opera у місті Львів.
- З концертного сезону 2023-2024 -  запрошений концертмейстер групи віолончелей симфонічного оркестру Національної філармонії України.

Як соліст виступав у супроводі  Академічного Симфонічного оркестру Національної філармонії України, Симфонічного оркестру Національного радіо,  Національного ансамблю солістів «Київська Камерата», Національного камерного ансамблю «Київські солісти».
Грав разом с Джошуа Беллом, Дайшином Кашимото, Готьє Капюсоном, Аві Авіталєм, Анною-Луїзою Крамб, Віві Васильєвою, Валерієм Соколовим, Олексієм Шадріним.
Брав участь у майстер-класах: Олексія Шадріна, Дениса Северина, Жана-Гієна Кераса та Артема Полуденного. 
Брав участь у таких фестивалях як: Kyiv Music Fest і "Українська метафізика"
Займається популяризацією творів українських композиторів, серед них:  Лятошинський, Алмаші, Скорик, Бондаренко, Щербаков, Степурко, Красотов, Шалигін, Карабиць, Штогаренко, Барвінський, Зноско-Боровський, Луньов.